# El Casco, Hidalgo
El Casco är en ort i Mexiko.   Den ligger i kommunen Metepec och delstaten Hidalgo, i den sydöstra delen av landet, 130 km nordost om huvudstaden Mexico City. El Casco ligger 2 309 meter över havet och antalet invånare är 272.
Terrängen runt El Casco är kuperad åt sydväst, men åt nordost är den bergig. Runt El Casco är det ganska glesbefolkat, med 50 invånare per kvadratkilometer. Närmaste större samhälle är San Bartolo Tutotepec, 16,7 km nordost om El Casco. I omgivningarna runt El Casco växer i huvudsak blandskog.